# Тихомир Новаков
Тихомир „Тића“ Новаков (Сомбор, 16. март 1929 — Кенсингтон, Калифорнија, 2. јануар 2015) био је амерички физичар, рођен у Сомбору. Као научник, познат је по изучавању црних угљеника, загађењу ваздуха и климатских промена.
Рођен је у Сомбору. Отац Милош био је ветеринар, док је мајка Нада Танурџић из Станишића била домаћица. У средњој школи, Новаков је правио рендген цеви и радије, у унапређивању свог научног знања. Након дипломирања у Универзитету у Београду, са докторатом из нуклеарне физике, предавао је у београдском универзитету и радио у Институту за нуклеарне науке Винча. Новаков је имигрирао у САД 1963, где је изучавао у државној лабораторији „Лоренца Берклија“.
Био је ожењен са Марицом Цветковић од 1954. па до њене смрти 2014. Имају ћерку Ану Новаков, која је професорка историје уметности.
Новаков је умро 2. јануар 2015. у Кенсингтону, Калифорнија, у 85. години.
Био је члан Српске академије науке и уметности.